# Karl Braun von Braunthal
Johannes Karl Braun von Braunthal (født 6. juni 1802 i Eger, død 26. november 1866 i Wien) var en tysk forfatter.
Braun blev 1850 bibliotekar i Wien og stod i venskabelig forhold til Friedrich Hebbel. Blandt hans værker mærkes Die Himmelsharfe (1826), Faust (1835), Wien und die Wiener (1840) samt Der Jesuit im Frack (1862).